# 贝勒赖
贝勒赖（法語：Belleray，法語發音：[bɛlʁɛ]）是法国默兹省的一个市镇，属于凡尔登区。

## 地理
贝勒赖（49°7'55"N, 5°23'57"E）面积5.1 平方千米，位于法国大東部大區默兹省，该省份为法国西北部内陆省份，北与比利时接壤，西接马恩省和阿登省，南至上马恩省和孚日省，东临默尔特-摩泽尔省。
与贝勒赖接壤的市镇（或旧市镇、城区）包括：默兹河畔迪尼、欧丹维尔、朗德勒库尔-朗皮尔、凡尔登。

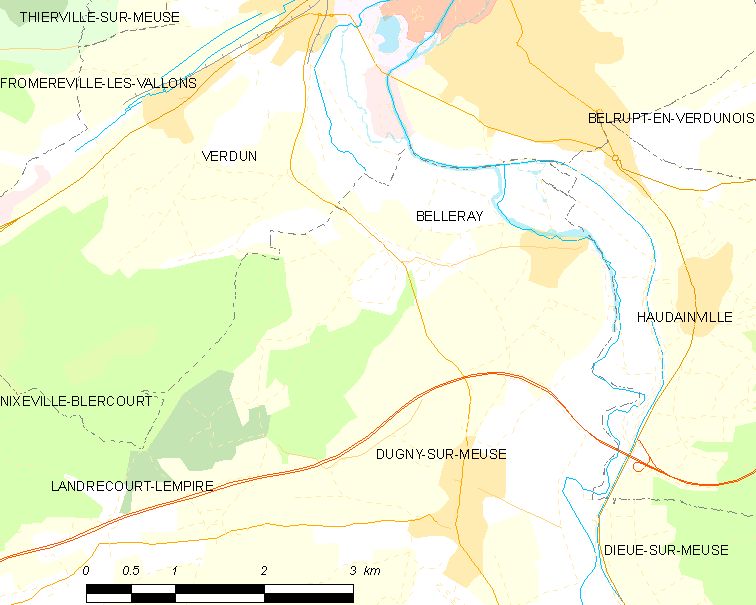
贝勒赖的OSM定位图

贝勒赖的时区为UTC+01:00、UTC+02:00（夏令时）。

## 行政
贝勒赖的邮政编码为55100，INSEE市镇编码为55042。

## 政治
贝勒赖所属的省级选区为凡尔登第二县。

## 人口

1962-2008年间贝勒赖人口变化图示

贝勒赖于2022年1月1日时的人口数量为486人。